# 전지왕
전지왕(腆支王, ? ~ 420년 3월(?) 혹은 425년, 재위: 405년~420년)은 백제의 제18대 국왕이다. 휘는 영(映), 전(腆) 또는 여영(餘映, 余映)이다. 《일본서기》에서는 직지왕(直支王), 《삼국유사》 왕력에서는 진지왕(眞支王), 또 《한원》에 인용되는 《송서》, 《통전》에서는 부여전(夫餘腆) 등으로 불리기도 한다. 다른 별칭은 의부부저왕(意富富杵王)이다. 아신왕의 맏아들이다.
왜에 있던 중 405년 아버지인 아신왕이 사망하자 첫째 숙부 부여훈해가 임시 섭정을 맡았으나 막내 숙부 부여설례가 부여훈해을 시해하고 후임 임시 섭정을 맡고 있었는데 해충이 부여설례를 몰아내어 주살한 후 백제에 도착한 전지왕이 16세에 보위에 오르자 405년부터 408년까지 해충이 섭정을 맡았고 420년까지 천정하였다.
사망시점은 불확실하여 삼국사기, 삼국유사에는 420년 3월에 사망했다고 하며, 중국의 사서인 송서에는 425년에 사망했다 하며, 일본서기에는 428년 2월에 그가 자신의 누이동생 신제도원을 일본에 파견했다 하여, 이견의 여지가 있다.
《일본서기》에는 아신왕이 죽자 학자 아직기가 왜에서 귀국하여 즉위했다는 기록이 있어 아직기가 전지왕이라는 학설도 존재한다.

## 생애
《삼국사기》의 아신왕, 전지왕 본기에 의하면 394년(아신왕 3년)에 태자에 책봉되었고, 아신왕이 죽고 그의 첫째 동생 부여훈해가 섭정을 맡고 있었는데 왕실에서 내분이 일어났다고 한다. 왜에서 귀국하는 도중에 전지왕은 신하 해충(解忠)에게서 내분이 일어난 것을 알고 섬에서 잠시 머물렀다. 그 뒤 해씨 세력은 부여훈해를 시해하고 후임 섭정을 사칭하여 내분을 일으킨 부여설례를 죽이면서 전지왕을 즉위시키고, 그 이후에 전지왕이 백제에 들어온 것으로 파악된다.
이복 동생인 부여신 등 다른 형제들이 몇 명 더 존재하였다. 일본서기와 속일본기에 의하면 그는 아신왕 재위 중 일본에 보내졌다 한다. 일본서기 제10권 오진 천황조에 의하면, "405년 9월 아화왕(아신왕)이 서거하다. 일왕이 직지(전지) 왕자를 불러 이르기를 "그대는 백제로 돌아가 왕위를 계승하라."고 하였다." 한다. 그는 오오진 일왕이 내준 왜의 군사들을 대동하고 귀국, 설례 일파를 제거하고 16세에 왕위에 올랐다.
전지왕은 즉위하고 나서 자신에게 도움을 준 해충을 섭정으로 임명했고 1년 후인 406년(전지왕 2) 해충을 달솔로 임명했으며, 벼 1천 석을 하사했고 408년부터 친정 체제를 시작하였다.
또한 이듬해인 407년(전지왕 3)에는 이복동생인 부여신을 내신좌평(內臣佐平)에 임명하는 한편, 해씨 가문의 해수와 해구를 각각 내법좌평(內法佐平), 병관좌평(兵官佐平)에 임명하였다.
408년(전지왕 4), 부여신에게 새로운 관직인 상좌평을 겸하게 하여 해씨 세력을 견제하도록 했다. 417년(전지왕 13) 7월에는 동부와 북부 2부의 15세 이상 되는 사람들을 징발하여 사구성을 쌓게 하고 병관좌평인 해구를 시켜 이 일을 감독하게 하였다.
420년(전지왕 16) 3월에 향년 31세로 죽었고, 아들 구이신왕이 즉위하였다.
삼국사기와 삼국유사에 의하면 전지왕은 420년 3월에 사망한 것으로 되어 있으나, 일본서기 10권 오우지천황조의 기록에 의하면 직지왕이 자신의 누이동생 신제(新齊, 시세츠히메(新齊都媛))를 파견했다 하여 정확한 사망 시점에 대해서는 이견의 여지가 있다. 일설에는 신제도원과 10명의 여성을 일본으로 보낸 것이 전지왕이 아니라 비유왕으로 보기도 한다.
중국 남북조시대 남조의 사서인 송서에는 전지왕이 425년에 사망한 것으로 나타난다. 송서의 기록에 따르면 전지왕은 아들 구이신왕에게 양위하고 5년을 더 살다 사망한 것이 된다.

## 외교
동진을 지배하고, 왜와의 관계도 긴밀히 하여 야명주를 보내온 왜의 특사를 후히 대접한 뒤 비단 열 필을 사은품으로 보냈다는 사실이 기록되어 있다.
백제의 전지왕(405~420)과 동성왕(479~501)이 관리였던 장사나 사마를 중국 대륙에 파견했다 <宋書/北史>

## 가계
|  |  |                   |                   |                   |                   |                   |                   | 침류왕 枕流王 | 침류왕 枕流王 | 침류왕 枕流王 | 침류왕 枕流王 | 침류왕 枕流王 | 침류왕 枕流王 |               |               |               |               |               |               | 왕비 진씨 王妃 眞氏 | 왕비 진씨 王妃 眞氏 | 왕비 진씨 王妃 眞氏 | 왕비 진씨 王妃 眞氏 | 왕비 진씨 王妃 眞氏 | 왕비 진씨 王妃 眞氏 |               |               |               |               |               |               |  |  |  |  |  |  |  |  |  |  |  |  |  |  |  |  |
|  |  |                   |                   |                   |                   |                   |                   | 침류왕 枕流王 | 침류왕 枕流王 | 침류왕 枕流王 | 침류왕 枕流王 | 침류왕 枕流王 | 침류왕 枕流王 |               |               |               |               |               |               | 왕비 진씨 王妃 眞氏 | 왕비 진씨 王妃 眞氏 | 왕비 진씨 王妃 眞氏 | 왕비 진씨 王妃 眞氏 | 왕비 진씨 王妃 眞氏 | 왕비 진씨 王妃 眞氏 |               |               |               |               |               |               |  |  |  |  |  |  |  |  |  |  |  |  |  |  |  |  |
|  |  |                   |                   |                   |                   |                   |                   |               |               |               |               |               |               |               |               |               |               |               |               |                     |                     |                     |                     |                     |                     |               |               |               |               |               |               |  |  |  |  |  |  |  |  |  |  |  |  |  |  |  |  |
|  |  |                   |                   |                   |                   |                   |                   |               |               |               |               |               |               |               |               |               |               |               |               |                     |                     |                     |                     |                     |                     |               |               |               |               |               |               |  |  |  |  |  |  |  |  |  |  |  |  |  |  |  |  |
|  |  | 아신왕 阿莘王     | 아신왕 阿莘王     | 아신왕 阿莘王     | 아신왕 阿莘王     | 아신왕 阿莘王     | 아신왕 阿莘王     |               |               |               |               |               |               | 훈해 訓解     | 훈해 訓解     | 훈해 訓解     | 훈해 訓解     | 훈해 訓解     | 훈해 訓解     |                     |                     |                     |                     |                     |                     | 설례 碟禮     | 설례 碟禮     | 설례 碟禮     | 설례 碟禮     | 설례 碟禮     | 설례 碟禮     |  |  |  |  |  |  |  |  |  |  |  |  |  |  |  |  |
|  |  | 아신왕 阿莘王     | 아신왕 阿莘王     | 아신왕 阿莘王     | 아신왕 阿莘王     | 아신왕 阿莘王     | 아신왕 阿莘王     |               |               |               |               |               |               | 훈해 訓解     | 훈해 訓解     | 훈해 訓解     | 훈해 訓解     | 훈해 訓解     | 훈해 訓解     |                     |                     |                     |                     |                     |                     | 설례 碟禮     | 설례 碟禮     | 설례 碟禮     | 설례 碟禮     | 설례 碟禮     | 설례 碟禮     |  |  |  |  |  |  |  |  |  |  |  |  |  |  |  |  |
|  |  |                   |                   |                   |                   |                   |                   |               |               |               |               |               |               |               |               |               |               |               |               |                     |                     |                     |                     |                     |                     |               |               |               |               |               |               |  |  |  |  |  |  |  |  |  |  |  |  |  |  |  |  |
|  |  | 신제도원 新齊都媛 | 신제도원 新齊都媛 | 신제도원 新齊都媛 | 신제도원 新齊都媛 | 신제도원 新齊都媛 | 신제도원 新齊都媛 |               |               |               |               |               |               | 전지왕 賟支王 | 전지왕 賟支王 | 전지왕 賟支王 | 전지왕 賟支王 | 전지왕 賟支王 | 전지왕 賟支王 |                     |                     |                     |                     |                     |                     | 부여신 扶餘信 | 부여신 扶餘信 | 부여신 扶餘信 | 부여신 扶餘信 | 부여신 扶餘信 | 부여신 扶餘信 |  |  |  |  |  |  |  |  |  |  |  |  |  |  |  |  |

### 자손
|  |  | 전지왕 賟支王 | 전지왕 賟支王 | 전지왕 賟支王 | 전지왕 賟支王 | 전지왕 賟支王 | 전지왕 賟支王 |                   |  |  |  |  |  | 팔수부인 八須夫人 | 팔수부인 八須夫人 | 팔수부인 八須夫人 | 팔수부인 八須夫人 | 팔수부인 八須夫人 | 팔수부인 八須夫人 |  |  |  |  |  |  |  |  |
|  |  | 전지왕 賟支王 | 전지왕 賟支王 | 전지왕 賟支王 | 전지왕 賟支王 | 전지왕 賟支王 | 전지왕 賟支王 |                   |  |  |  |  |  | 팔수부인 八須夫人 | 팔수부인 八須夫人 | 팔수부인 八須夫人 | 팔수부인 八須夫人 | 팔수부인 八須夫人 | 팔수부인 八須夫人 |  |  |  |  |  |  |  |  |
|  |  |               |               |               |               |               |               |                   |  |  |  |  |  |                   |                   |                   |                   |                   |                   |  |  |  |  |  |  |  |  |
|  |  |               |               |               |               |               |               | 구이신왕 久尒辛王 |  |  |  |  |  |                   |                   |                   |                   |                   |                   |  |  |  |  |  |  |  |  |
|  |  |               |               |               |               |               |               |                   |  |  |  |  |  |                   |                   |                   |                   |                   |                   |  |  |  |  |  |  |  |  |
|  |  |               |               |               |               |               |               | 비유왕 毗有王     |  |  |  |  |  |                   |                   |                   |                   |                   |                   |  |  |  |  |  |  |  |  |

#### 일설
|  |  | 팔수부인 八須夫人 | 팔수부인 八須夫人 | 팔수부인 八須夫人 | 팔수부인 八須夫人 | 팔수부인 八須夫人 | 팔수부인 八須夫人 |                   |                   |                   |                   |                   |                   | 전지왕 賟支王 | 전지왕 賟支王 | 전지왕 賟支王 | 전지왕 賟支王 | 전지왕 賟支王 | 전지왕 賟支王 |               |               |               |               |               |               | 미상 | 미상 | 미상 | 미상 | 미상 | 미상 |  |  |  |  |  |  |  |  |  |  |  |  |
|  |  | 팔수부인 八須夫人 | 팔수부인 八須夫人 | 팔수부인 八須夫人 | 팔수부인 八須夫人 | 팔수부인 八須夫人 | 팔수부인 八須夫人 |                   |                   |                   |                   |                   |                   | 전지왕 賟支王 | 전지왕 賟支王 | 전지왕 賟支王 | 전지왕 賟支王 | 전지왕 賟支王 | 전지왕 賟支王 |               |               |               |               |               |               | 미상 | 미상 | 미상 | 미상 | 미상 | 미상 |  |  |  |  |  |  |  |  |  |  |  |  |
|  |  |                   |                   |                   |                   |                   |                   |                   |                   |                   |                   |                   |                   |               |               |               |               |               |               |               |               |               |               |               |               |      |      |      |      |      |      |  |  |  |  |  |  |  |  |  |  |  |  |
|  |  |                   |                   |                   |                   |                   |                   | 구이신왕 久尒辛王 | 구이신왕 久尒辛王 | 구이신왕 久尒辛王 | 구이신왕 久尒辛王 | 구이신왕 久尒辛王 | 구이신왕 久尒辛王 |               |               |               |               |               |               | 비유왕 毗有王 | 비유왕 毗有王 | 비유왕 毗有王 | 비유왕 毗有王 | 비유왕 毗有王 | 비유왕 毗有王 |      |      |      |      |      |      |  |  |  |  |  |  |  |  |  |  |  |  |

#### 신찬성씨록
|  |  | 전지왕 賟支王 | 전지왕 賟支王 | 전지왕 賟支王 | 전지왕 賟支王 | 전지왕 賟支王 | 전지왕 賟支王 |                   |  |  |  |  |  | 팔수부인 八須夫人 | 팔수부인 八須夫人 | 팔수부인 八須夫人 | 팔수부인 八須夫人 | 팔수부인 八須夫人 | 팔수부인 八須夫人 |  |  |  |  |  |  |  |  |
|  |  | 전지왕 賟支王 | 전지왕 賟支王 | 전지왕 賟支王 | 전지왕 賟支王 | 전지왕 賟支王 | 전지왕 賟支王 |                   |  |  |  |  |  | 팔수부인 八須夫人 | 팔수부인 八須夫人 | 팔수부인 八須夫人 | 팔수부인 八須夫人 | 팔수부인 八須夫人 | 팔수부인 八須夫人 |  |  |  |  |  |  |  |  |
|  |  |               |               |               |               |               |               |                   |  |  |  |  |  |                   |                   |                   |                   |                   |                   |  |  |  |  |  |  |  |  |
|  |  |               |               |               |               |               |               | 구이신왕 久尒辛王 |  |  |  |  |  |                   |                   |                   |                   |                   |                   |  |  |  |  |  |  |  |  |
|  |  |               |               |               |               |               |               |                   |  |  |  |  |  |                   |                   |                   |                   |                   |                   |  |  |  |  |  |  |  |  |
|  |  |               |               |               |               |               |               | 부여주 扶餘酒     |  |  |  |  |  |                   |                   |                   |                   |                   |                   |  |  |  |  |  |  |  |  |
|  |  |               |               |               |               |               |               |                   |  |  |  |  |  |                   |                   |                   |                   |                   |                   |  |  |  |  |  |  |  |  |
|  |  |               |               |               |               |               |               | 비유왕 毗有王     |  |  |  |  |  |                   |                   |                   |                   |                   |                   |  |  |  |  |  |  |  |  |

## 같이 보기
- 실성 이사금 (402년 - 417년)
- 눌지 마립간 (417년 - 458년)
- 광개토왕 (391년 - 413년)
- 장수왕 (413년 - 491년)
- 가야
- 닌토쿠 천황 (310년~399년)